# El empuje de una raza
El empuje de una raza es un documental de cine mudo y en blanco y negro, estrenado el 7 de marzo de 1922, del director y actor chileno Pedro Sienna, cuyo guion estuvo a cargo de Víctor Domingo Silva.

## Argumento
Un guía turístico acompaña a Sienna por diversos atractivos turísticos, históricos e industriales de Chile. En Arica visitan el Morro, continúan por Iquique, Antofagasta, la pampa salitrera, Valparaíso y Santiago, donde se refieren a Caupolicán y el presidente Arturo Alessandri explica por qué lo apodan El León. Allí también se habla del baile nacional de la cueca. Luego van a la Región de Magallanes, donde presentan el Estrecho, los canales, Punta Arenas y El Faro del Estrecho.